# Stadion Centralny w Ferganie
Stadion Centralny Fargʻona – stadion piłkarski w Ferganie, w Uzbekistanie. Swoje mecze rozgrywa na nim drużyna Neftchi Fergana. Obiekt może pomieścić 14 600 widzów.